# Parcul Național Mercantour
Parcul Național Mercantour este unul dinte cele zece parcuri naționale din Franța. Este situat în departamentele Alpes-Maritimes și Alpes-de-Haute-Provence.
Este cunoscut în special pentru a fi unul dintre cele mai sălbatice din Franța și unul dintre cele mai variate din punct de vedere al peisajelor, contrastele fiind foarte marcate: localizarea sa geografică foarte particulară, în apropiere de Coasta de Azur, acolo unde Mediterana atinge Munții Alpi. Acesta este locul în care lupul s-a întors în mod natural în Franța în 1992, din Italia.
Nucleul său este clasificat ca arie protejată de categoria II de către Comisia mondială pentru arii protejate (WCPA) din cadrul Uniunii Internaționale pentru Conservarea Naturii, în timp ce zona sa optimă de adeziune este clasificată ca fiind de categorie V.

## Istoric
Pentru a proteja fauna,  teritoriile centrale ale Masivului Mercantour au fost clasificate pentru prima dată drept Rezervație de vânătoare regală în 1859 de către Regele Victor Emmanuel II, apoi Rezervație de vânătoare în 1946 prin decret prefectural și Rezerva în 1953 prin decret ministerial. În 1936,  Societatea Națională de Aclimatizare din Franța, fondată în 1854 și ulterior devenită Societatea Națională pentru Protecția Naturii, a înființat și Rezervația Naturală Lauzanier, integrată în Parcul Național Mercantour când a fost creat.
Parcul național a fost creat în 1979. Începând cu 1987,  acesta este înfrățit cu  Parcul regional vecin, Parcul natural al Alpilor Maritimi în Italia (pe Masivul Mercantour-Argentera), cu care are 33 frontieră comună și cu care este studiat și un proiect al Parcului European. În 1992, lupul a revenit natural din Italia. În  2009, uun nou decret modifică decretul de înființare (1979), iar statutul său este aprobat de Primul Ministru la 28 decembrie 2012 și este supus aderării celor 28 de comune ale sale, după patru ani de elaborare în consultare cu toți partenerii din teritoriu. Până în prezent, 21 din cele 28 de municipalități au decis să se angajeze în acest statut.
În 2013, Parcul Național Mercantour și Parcul natural al Alpilor Maritimi sunt înscrise pe Listele  Patrimoniului Mondial UNESCO din ambele țări.
Din 2013, Parcul beneficiază de o entitate de administrare comună cu Parcul natural al Alpilor Maritimi, din Italia sub denumirea GECT Parcul natural european Alpii Maritimi-Mercantour, un preludiu al unei posibile inscripții în Patrimoniul Mondial UNESCO și un laborator pentru cooperarea transfrontalieră în gestionarea ariilor naturale protejate.
Cele zece parcuri naționale ale Franței sunt în prezent consolidate de Parcurile naționale ale Franței, o instituție publică însărcinată să asigure sinergia resurselor generale, precum și imaginea națională și internațională a acestor instrumente de protecție a naturii.

## Teritoriu

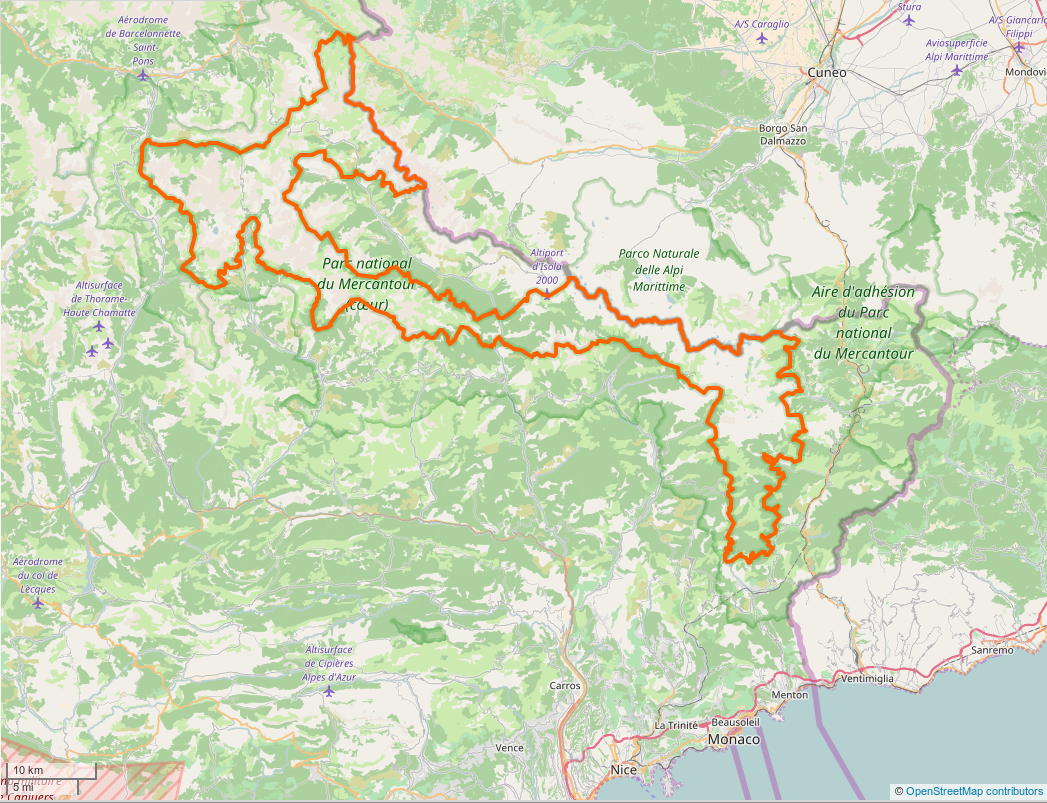
Perimetrul parcului național

Mercantour în regiunea Provența-Alpi-Coasta de Azur.

Teritoriul Parcului Național se întinde pe două departamente, douăzeci și una de comune, 68500 hectare în zona centrală și 136500 hectare  în zona periferică. Punctul său cel mai înalt este Vârful Gélas la 3143 metri.
Șase văi principale și două „secundare” alcătuiesc parcul :
- Valea Roya și Valea Bévéra
- Valea Vésubie
- Valea Tinée
- Valea Var și Valea Cians
- Valea Ubaye
- Valea Verdon

Parte franceză a vechii rezervații de vânătoare a regilor Italiei, care a ocupat înainte de 1861 cele două părți ale Alpilor, Parcul Mercantour este înfrățit din 1987 cu parcul natural italian Alpi Marittime (fostul Argentera). Aceste două organizații gestionează în comun monitorizarea speciilor de animale care acoperă întreaga zonă protejată. Astfel, ibex-urile ajung în cartierele lor de vară în Mercantour după ce iernează în Argentera, în timp ce muflonii fac invers.

## Management și administrare
Pe 2 noiembrie 2015, Charles-Ange Ginésy a fost ales președinte al parcului, funcție ocupată de tatăl său Charles Ginésy pentru un sfert de secol, din 1979 până în 2005.

## Atracții turistice
Parcul are o atracție în creștere și este vizitat anual de peste 800.000 de vizitatori, pentru drumeții, alpinism, Schi fond ...
Printre cele mai vizitate locatii :
- valea Minunilor cu cele 40.000 de gravuri preistorice ale sale ;
- Lacul Allos, cel mai mare lac natural de înalțime din Europa ;
- le Boréon - Gordolasque și Madone de Fenestre pentru atmosfera lor subalpină (pădure de zada) și alpină.

Parcul are 600 km de trasee îngrijite și marcate, inclusiv GR 5, GR 52A, care este traseul panoramic Mercantour și traversează valea Minunilor, GR 56.
Martori ai ciocnirilor din secolul al XVIII-lea, secolul al XIX-lea și al doilea război mondial multe rămășițe militare rămân pe teritoriul parcului, în special în jurul Masivului Authion și în partea de sus a râului Tinée (Isola). Resturile militare și de sârmâ ghimpată sunt supuse unor campanii regulate de curățare.

## Geografie
Nucleul central al Masivului Mercantour, din nord-est, de-a lungul axei de graniță, este format din roci cristaline. El este înconjurat de roci sedimentare.
Mulți ghețari (de ex vârful Gélas, la muntele Clapier, la lacul Allos) au acoperit înălțimile masivului până la începutul secolului XX. Odată cu acțiunea susținută a râurilor, acestea au marcat profund morfologia reliefurilor și a văilor.

## Flora si fauna
În 2007, estimările erau pentru plante și animale de 3200 specii. După efectuarea unui inventar al biodiversității cu Parcul Natural Alpi Maritimi (în italiană:  Parco naturale delle Alpi Marittime), Mercantour raportează mai mult de 8000 specii de animale și plante diferite.

### Flora
Datorită varietății de teren și de climă (influențată de joncțiunea dintre Alpi și Mediterana), parcul are mai mult de 2000 specii de plante din care mai mult de 40 endemice, cum ar fi saxifraga, orhidee.
Populând versanții, Pădure de foioase (stejar, pin scoțian), conifere (brad, molid, apoi zada și zâmbru) se succed unul după altul până la 2200 metri.

### Fauna

#### Faună sălbatică

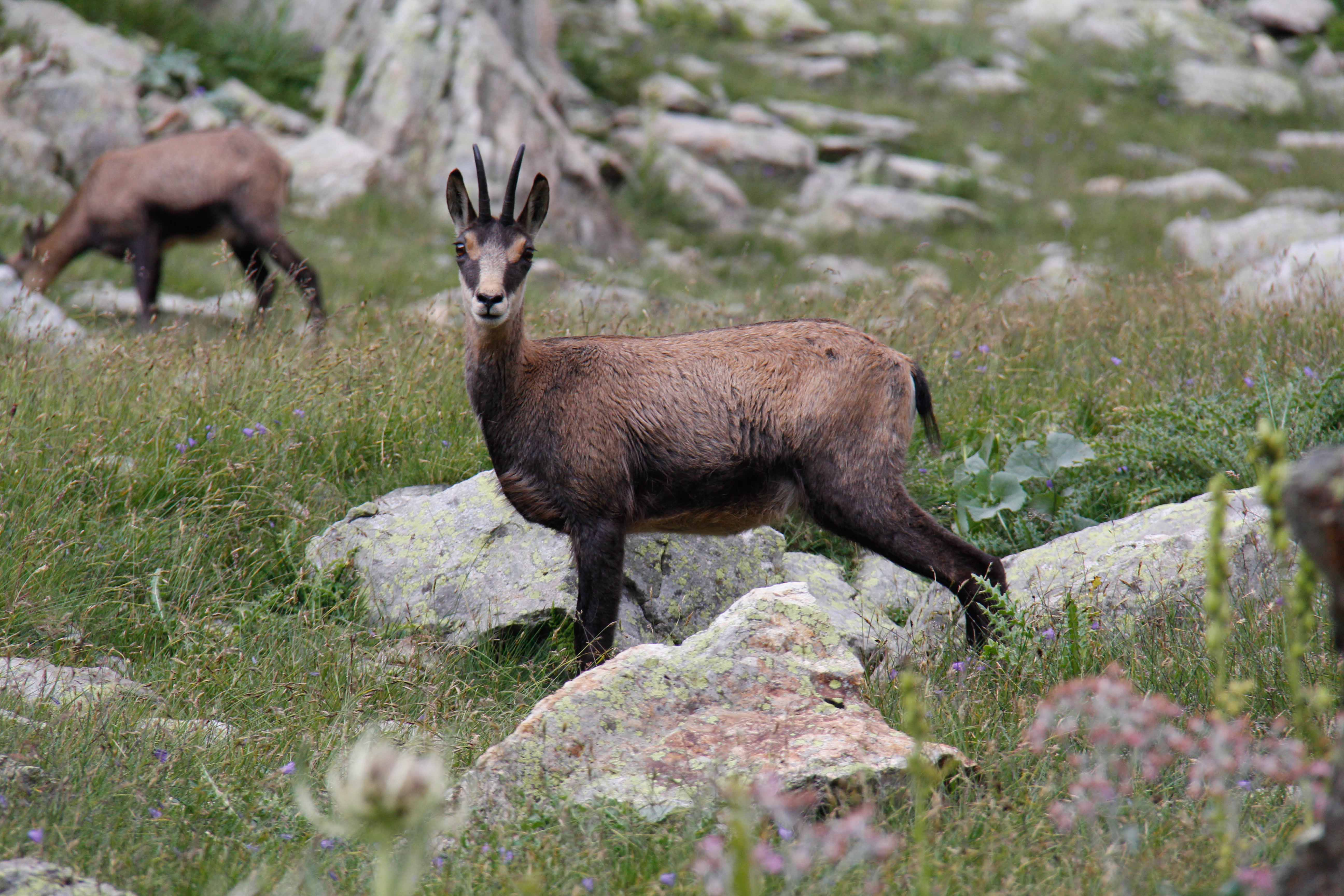
Capră neagră

Au fost numărate câteva sute de specii (unele au fost prezente de la sfârșitul glaciațiilor), inclusiv 197 specii de vertebrate pe teritoriu, dintre care 53 sunt amenințate.
Datorită acțiunii Parcului Național, aceste animale, care după unii aproape au dispărut, frecventează din nou munții Mercantour.
Protejate de statutul Parcului, cerbii, mistreții, renii, caprele negre (mai mult de 8000 de capete), Ibexul de Alpi 1100 capete), muflonii prospèrent.
În același teritoriu, 153 specii de păsări permit întâlniri neașteptate:  minunița obișnuită cu temperaturile scăzute din apropierea côtoie le bufnița micul duce din Africa de Nord. În aer sau pe uscat, este de asemenea posibil să observați vulturul cu barbă (reintrodus în parc încă din 1993), l'vulturul regal, cocoșul de mesteacăn, potârnichea-albă, dar și cioara cu cioc galben sau cioara gulerată cu cioc roșu la altitudine.

#### Lupii francezi
Administrația parcului a avut, de asemenea, sarcina dificilă de a gestiona revenirea lupilor (între treizeci și patruzeci de indivizi în 2010, locuitorii din satele de munte din jur au văzut lupi în parcul din jurul lacului Allos în primăvara anului 1989, prima observare oficială a primilor 2 lupi  au fost văzuți de gardienii parcului pe 5 Noiembrie 1992,) provin natural din Abruzzo (Italia) și sunt foarte rău văzuți de ciobani. Ea a condus o politică activă de sprijin a păstorilor expuși direct la noua problemă de conviețuire. Au fost luate măsuri: turmarea noaptea și introducerea unui câine ciobănesc (Câinele de munte de Pirinei) despre care se crede că protejează împotriva atacurilor de lupi. Aceste elemente sunt uneori insuficiente în anumite contexte, astfel încât susținerea morală a pastorilor rămâne o prioritate în multe cazuri, pe care Parcul Național nu o poate gestiona singură, fiind uneori nu prea bine plasat pentru a face acest lucru, deoarece este prea asemănător cu un protector pentru această specie.
Mai mult, lupii s-au „răspândit” în mare parte în diverse alte masive alpine franceze: Alpii nordici , dar și Pirineii de Est și Masivul Central.

#### Crescătorii de animale

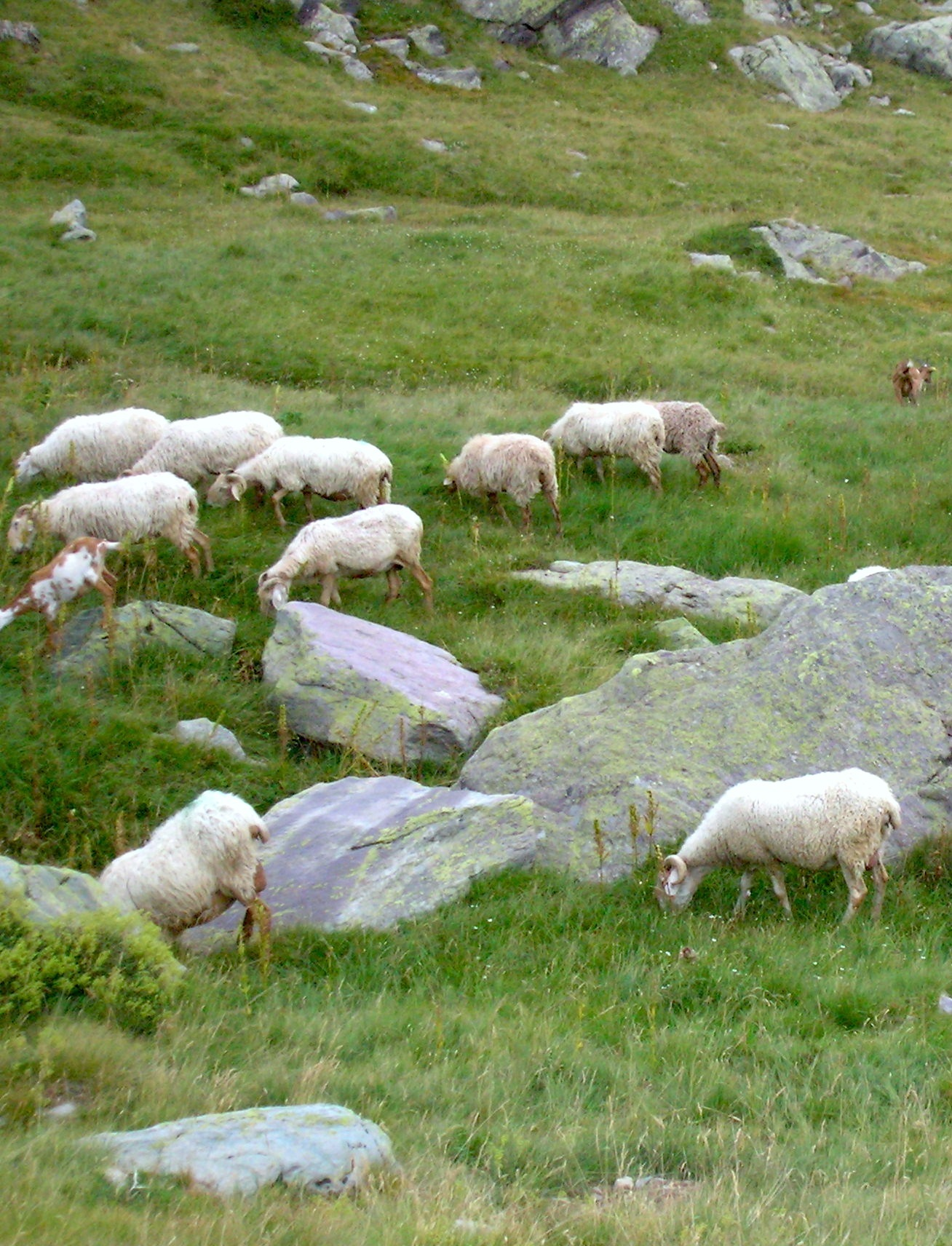
Oile Brigasque în Valea Minunilor.

Crescătorii locali promovează creșterea oilor de câteva generații. Bovine, caprine și ovine, în special Oaia Brigasque, rasa locală de oi, amenințată cu dispariția, este în minoritate: în 2002, parcul avea 85000 oi, inclusiv 500 Brigasque și 670 vaci. Trebuie menționat că o mare parte a oilor sunt prezente numai în timpul verii, din cauza transhumanței efectivelor provenite în special din Provence pentru ovine și din Italia pentru bovine.

### Inventarul speciilor
În asociere cu parcul italian, un inventar fără precedent în Europa este în curs de desfășurare din 2007 în cele două parcuri. Peste zece ani, cercetătorii vor întocmi un inventar al biodiversității din această zonă naturală. Principalele specii vizate de această lucrare sunt micile nevertebrate. În 2008, doar Parcul național Great Smoky Mountains din Statele Unite ale Americii a inițiat deja din 1998 un program de recensământ al speciilor atât de mare într-o zonă definită..

## Proiectul controversatBalcons du Mercantour

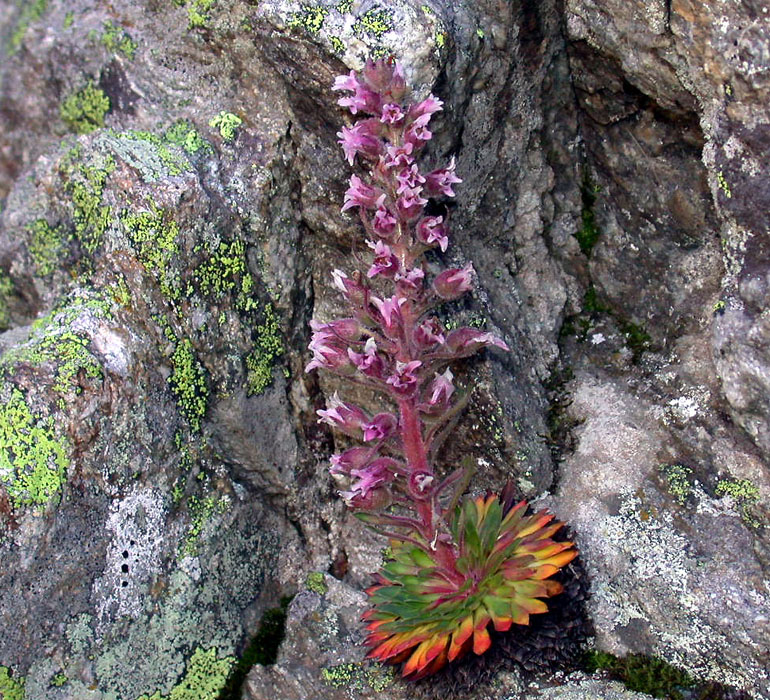
Saxifrag cu multe flori

În august 2008, președintele Consiliului General al Alpilor Maritimi, Christian Estrosi, lansează un proiect de trasee montane numit Balcons du Mercantour. Acest proiect, care costă 20000000 euro, urmărește, pe termen lung (2011), crearea unei rute de drumeții recunoscute la nivel internațional, similar cu Ruta Mont Blanc, Chamonix-Zermatt sau Dolomiții și prevede crearea sau reamenajarea de 140 kilometri de trasee de-a lungul crestei de frontieră Mercantour-Argentera și construcția sau reabilitarea a douăsprezece refugii (dintre care unele în zona centrală a Parcului Național). Unul dintre obiectivele declarate ale proiectului este de a deschide accesul la munte unui mare număr de persoane, în special pentru familii, mai precis, este vorba de a-l face un „produs atractiv accesibil tuturor” după spusele domnului Estrosi.
Acest anunț, făcut în timp ce excavatoarele și dinamita sunt deja în acțiune, mobilizează foarte repede o opoziție puternică, unii activiști de mediu o consideră o invazie a turismului de masă într-o zonă protejată de statutul Parcului National, subliniază că zona vizată de prima fază de lucru este bogată în specii de plante protejate. (în special Saxifragul cu multe flori, endemic pentru Mercantour) și denunță lipsa consultărilor pe această temă.
Două evenimente succesive (Refugiul Rabuons, sâmbătă, 20 septembrie 2008 și Centrul administrativ al Alpilor Maritimi, vineri, 26 septembrie 2008) adună câțiva reprezentanți ai personalului din Parcul Național Mercantour, botaniști, iubitori ai muntelui și aleși locali.
Pe 25 septembrie 2008, Christian Estrosi a anunțat oprirea lucrărilor pe o perioadă de șase luni și a creat în sfârșit un comitet de consultare.
În prezent, proiectul este abandonat.

## Legături externe
- fr  Site oficial